# San Ramón (Santa Cruz)
San Ramón ist eine Kleinstadt im Departamento Santa Cruz im Tiefland des südamerikanischen Anden-Staates Bolivien.

## Lage im Nahraum
San Ramón ist zentraler Ort des Municipios San Ramón in der Provinz Ñuflo de Chávez. Die Stadt liegt auf einer Höhe von 263 m am rechten Ufer des Río San Julian, dem Oberlauf des Río Itonomas, der weiter in nördlicher Richtung vorbei an San Pablo de Guarayos, Santa María de Guarayos, Puente San Pablo und Magdalena fließt und 1070 km flussabwärts in den Río Iténez mündet.

## Geographie
San Ramón liegt im bolivianischen Tiefland in der Region Chiquitania, einer in weiten Regionen noch wenig besiedelten Landschaft zwischen Santa Cruz und der brasilianischen Grenze.
Das Klima der Region ist ein semi-humides Klima der warmen Subtropen. Die monatlichen Durchschnittstemperaturen schwanken im Jahresverlauf nur geringfügig zwischen 21 und 22 °C (siehe Klimadiagramm San Ramón) in den Wintermonaten Juni und Juli mit kräftigen kalten Südwinden, und 26 bis 27 °C von Oktober bis März.
Die jährliche Niederschlagsmenge liegt im langjährigen Mittel bei etwa 1000 mm, die vor allem in der Feuchtezeit von November bis März fällt, während die ariden Monate von Juli bis September Monatswerte zwischen 25 und 50 mm aufweisen.

## Verkehrsnetz
San Ramón liegt 184 Straßenkilometer entfernt von Santa Cruz, der Hauptstadt des Departamentos.
Von Santa Cruz aus führt die asphaltierte Nationalstraße Ruta 4 über 47 Kilometer in östlicher Richtung über Cotoca nach Pailón. Hier trifft sie auf die Ruta 9, die in nördlicher Richtung über Los Troncos und San Julián nach weiteren 137 Kilometern San Ramón erreicht. Die Ruta 9 führt dann weiter über Trinidad in den äußersten Nordosten des Landes nach Guayaramerín an der brasilianischen Grenze.
Durch San Ramón führt ebenfalls die Nationalstraße Ruta 10, die das Departamento Santa Cruz in west-östlicher Richtung durchquert. Sie führt aus den Kolonisierungsgebieten am Unterlauf des Río Grande bei San Juan del Piraí über Mineros und Okinawa I nach San Ramón und weiter in östlicher Richtung nach Concepción, Santa Rosa de Roca und San Ignacio de Velasco nach San Matías im Pantanal an der brasilianischen Grenze.

## Bevölkerung
Die Einwohnerzahl der Ortschaft ist in den vergangenen beiden Jahrzehnten auf fast das Dreifache angestiegen:
| Jahr | Einwohner | Quelle       |
| ---- | --------- | ------------ |
| 1992 | 2270      | Volkszählung |
| 2001 | 4746      | Volkszählung |
| 2012 | 6398      | Volkszählung |
| 2024 |           | Volkszählung |